# Douvres
Douvres település Franciaországban, Ain megyében. Lakosainak száma 1108 fő (2022. január 1.). Douvres Ambérieu-en-Bugey és Ambronay községekkel határos.

## Népesség
A település népességének változása:
| Lakosok száma | 254  | 534  | 606  | 915  | 1015 | 1058 | 1041 | 1076 | 1094 | 1108 |
|               | 1968 | 1982 | 1990 | 2006 | 2013 | 2015 | 2017 | 2019 | 2020 | 2022 |